# Maria-Josepha-Straße
Die Maria-Josepha-Straße ist eine Straße im Münchener Stadtteil Schwabing. Sie verläuft westlich des Englischen Gartens von der Dillisstraße bzw. dem Nikolaiplatz bis zur Ecke Mandlstraße / Königinstraße und bildet den südlichen Rand des geschützten Bauensembles Alt-Schwabing. Namensgeberin der Straße ist Maria Josepha von Portugal, zweite Gemahlin von Herzog Carl Theodor in Bayern. Die Namensänderung von der ursprünglich Wiesenstraße genannten Straße erfolgte im Zuge der 1891 durchgeführten Eingemeindung Schwabings nach München. Unzählige Straßen des Altschwabinger Dorfkerns erhielten damals neue Anschriften und Bezeichnungen. Nach Angaben von Rambaldi wurde die Straßennamenvergabe bereits im Jahr 1890 amtlich durchgeführt, und zur postalischen Auffindung der Gebäude entlang dieses Straßenzugs ist der Name seit dem 12. November 1892 anerkannt. Auf Stadtplänen der Jahre 1890 und 1891 findet sich die Straßenbezeichnung noch nicht.
Am Beginn der Maria-Josepha-Straße befindet sich die 1905 durch Emanuel von Seidl im Stil deutscher Renaissance mit Jugendstilformen erbaute Seidlvilla (auch „Villa Lautenbacher“). Auf dem Nikolaiplatz befindet sich der 1928–1929 von Eugen Mayer-Fassold gestaltete Fischerbrunnen.
An der Ecke Kaulbach- und Maria-Josepha-Straße befindet sich ein ehemaliges Verlagsgebäude des Bayerischen Telefonbuchverlages aus den 1950er Jahren, das durch ein Haus mit 28 Wohnungen sowie mit Büros und Praxen ersetzt werden soll. Weiter befindet sich in der Straße ein März 2013 fertiggestelltes Bürogebäude der Münchener Rück, dessen Erbauung sehr umstritten war.
Bis in die 1960er Jahre fuhr die damalige Tramlinie 22 nach Schwabing und wendete in einer Schleife am Nikolaiplatz. In der Kurve zwischen der Maria-Josepha-Straße und dem Nikolaiplatz sind die Straßenbahnschienen noch durch Löcher im Belag und durch Kuhlen im Asphalt sichtbar. Von hier aus waren auch bereits Gleise für eine mögliche Verbindung durch den Englischen Garten verlegt gewesen.
Die mit der Postadresse Nikolaiplatz 1b ebenfalls an der Maria-Josepha-Straße liegende Seidlvilla sowie den Fischerbrunnen mitgezählt befinden sich an der nur 260 m langen Straße neun denkmalgeschützte Objekte, zudem zählt die Straße zum Ensembleschutz Altschwabing (E-1-62-000-4).

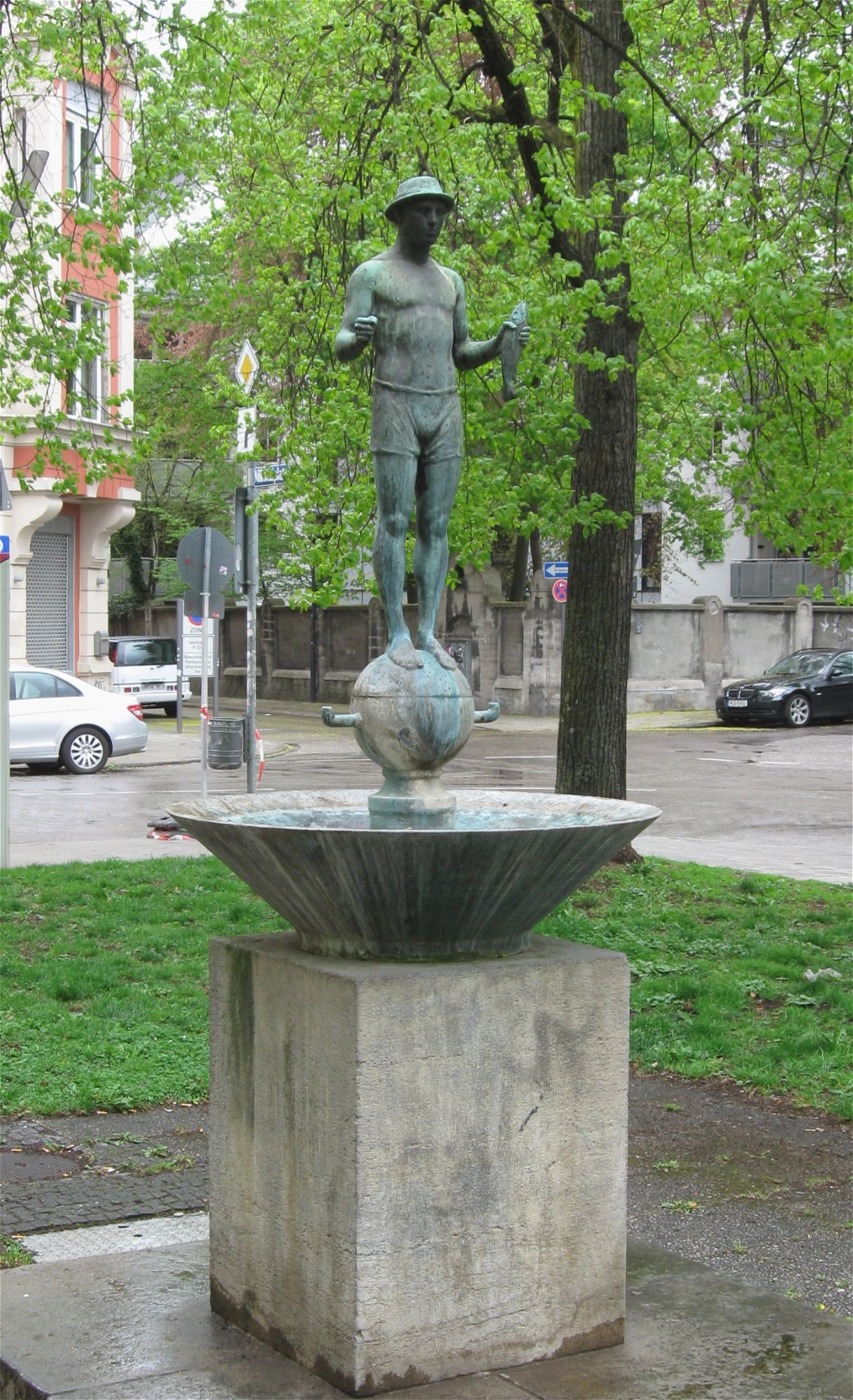
1928–1929 von Eugen Mayer-Fassold errichtete Fischerbrunnen
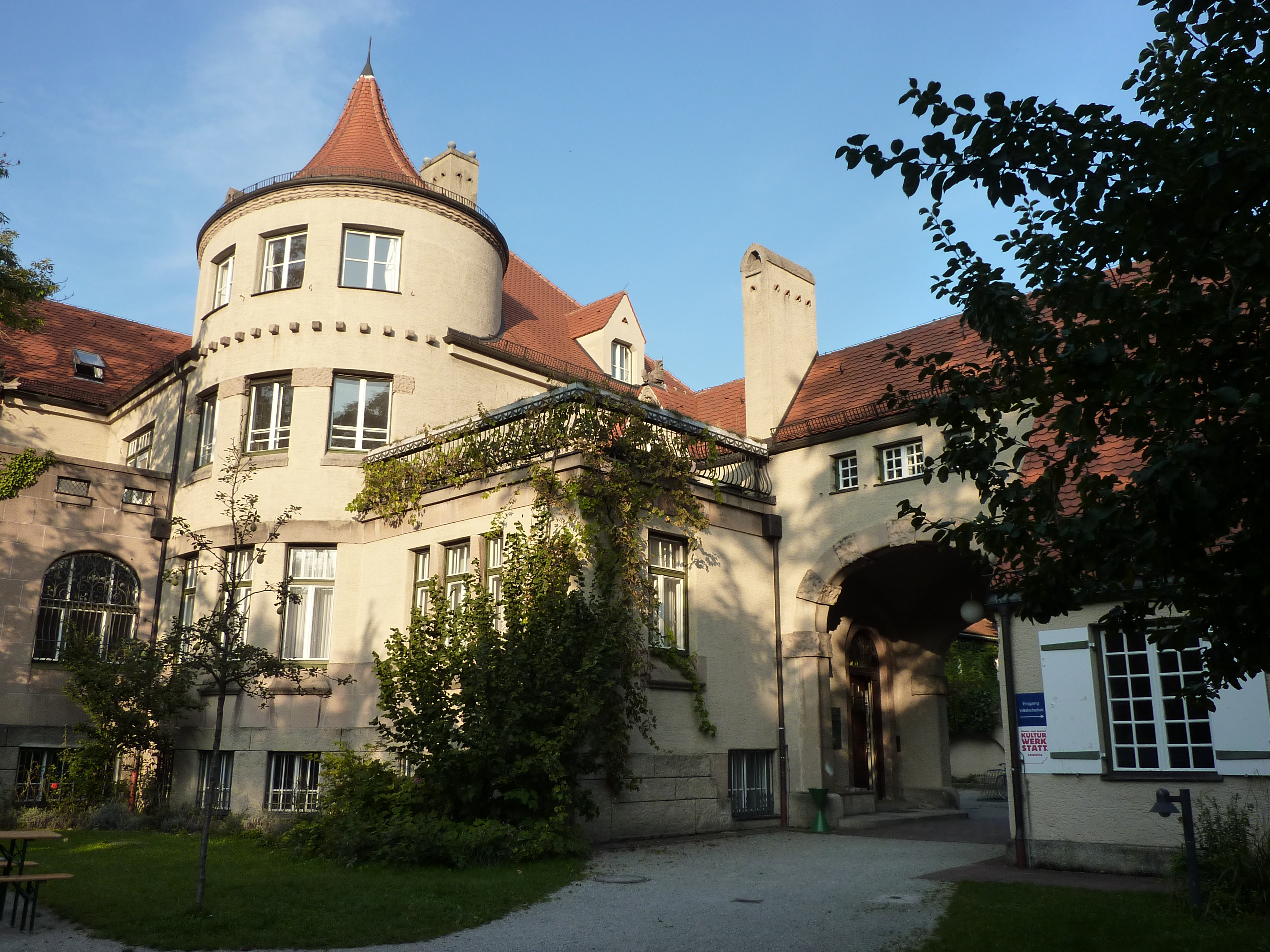
Seidlvilla
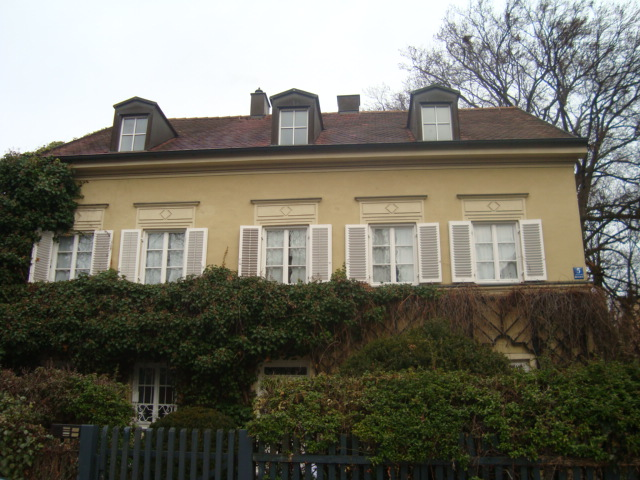
biedermeierlich-spätklassizistisches Wohnhaus aus dem 2. Viertel des 19. Jahrhunderts, von 1882 bis 1918 Wohnhaus des Malers Franz Xaver Simm in der Maria-Josepha-Str. 5
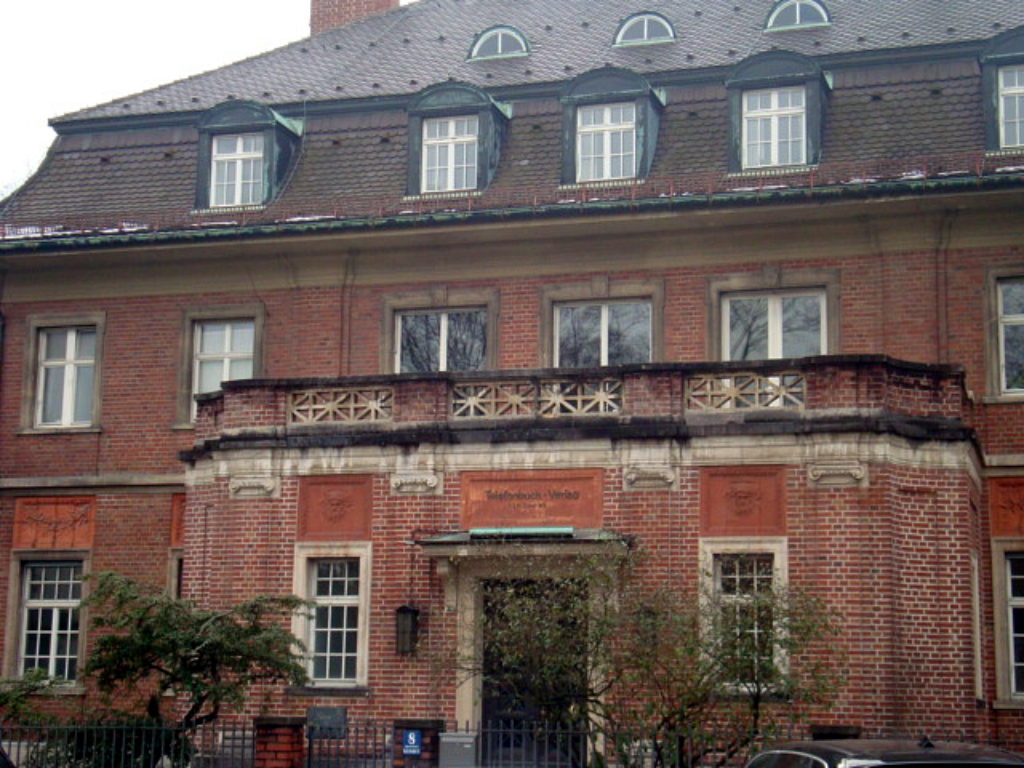
Im Stil eines norddeutschen barocken Herrenhauses in Rohbackstein mit Tonreliefs ab 1909 von Carl Sattler erbaute Villa Loeb des Kunstsammlers James Loeb, jetzt Bayerischer Adreßbuchverlag. Das Grundstück war seit 1895 im Besitz von Adolf Furtwängler, und bis zu seinem Tod im Jahr 1907 mit der Villa von Elisabet Ney bebaut und trug bis zum Jahr 1899 die Anschrift "An der Grube 8"[9].
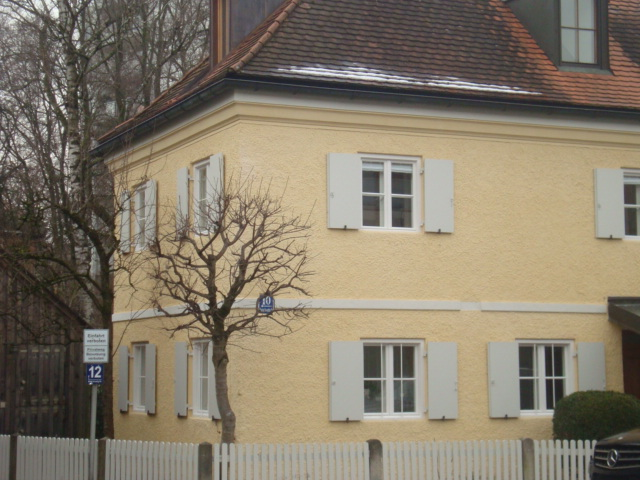
Um 1800 erbautes Walmdachhaus in der Maria-Josepha-Straße 10
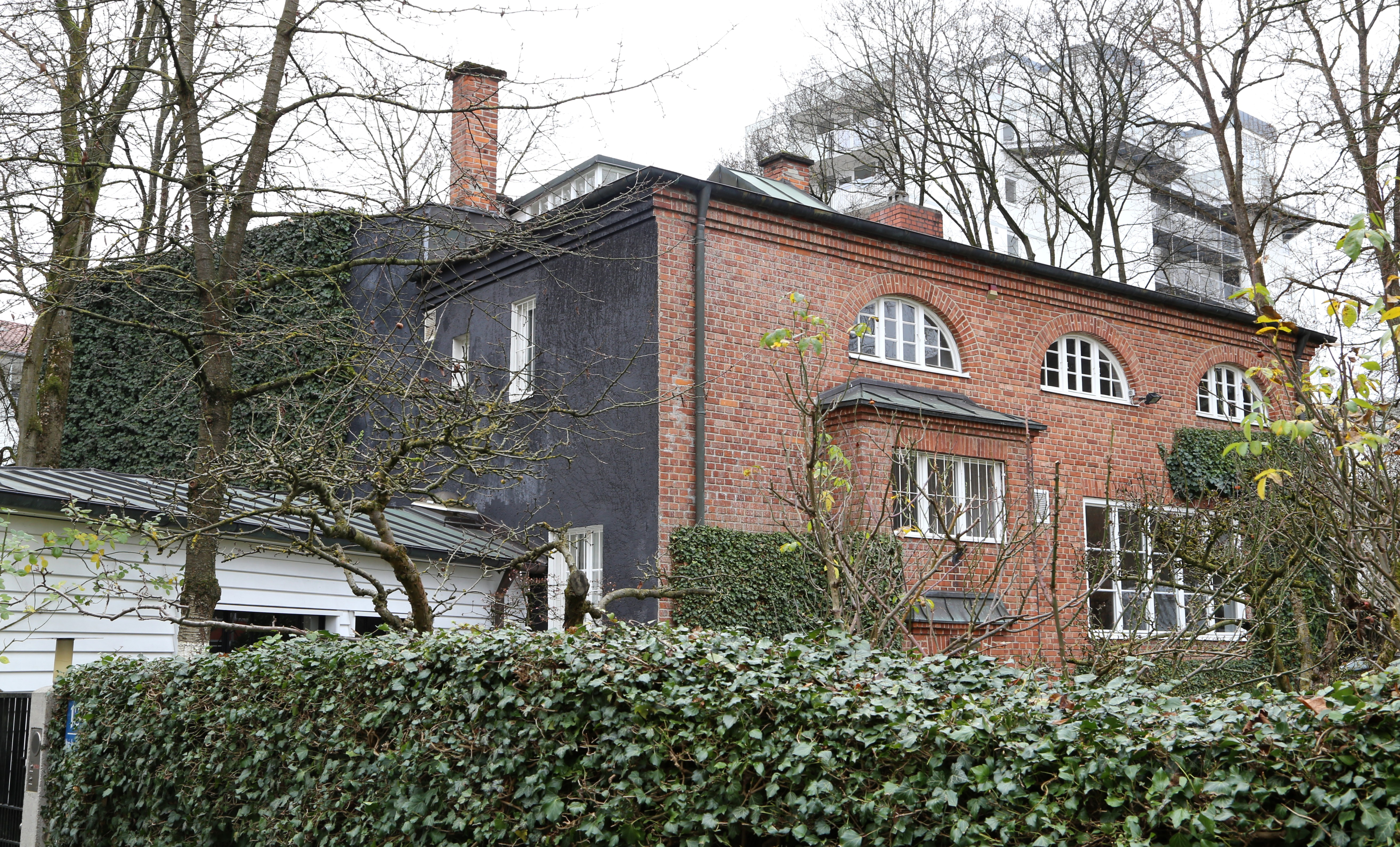
Neuklassizistisch-sachliche Rohbackstein-Villa vom Anfang des 20. Jahrhunderts in der Maria-Josepha-Str. 12
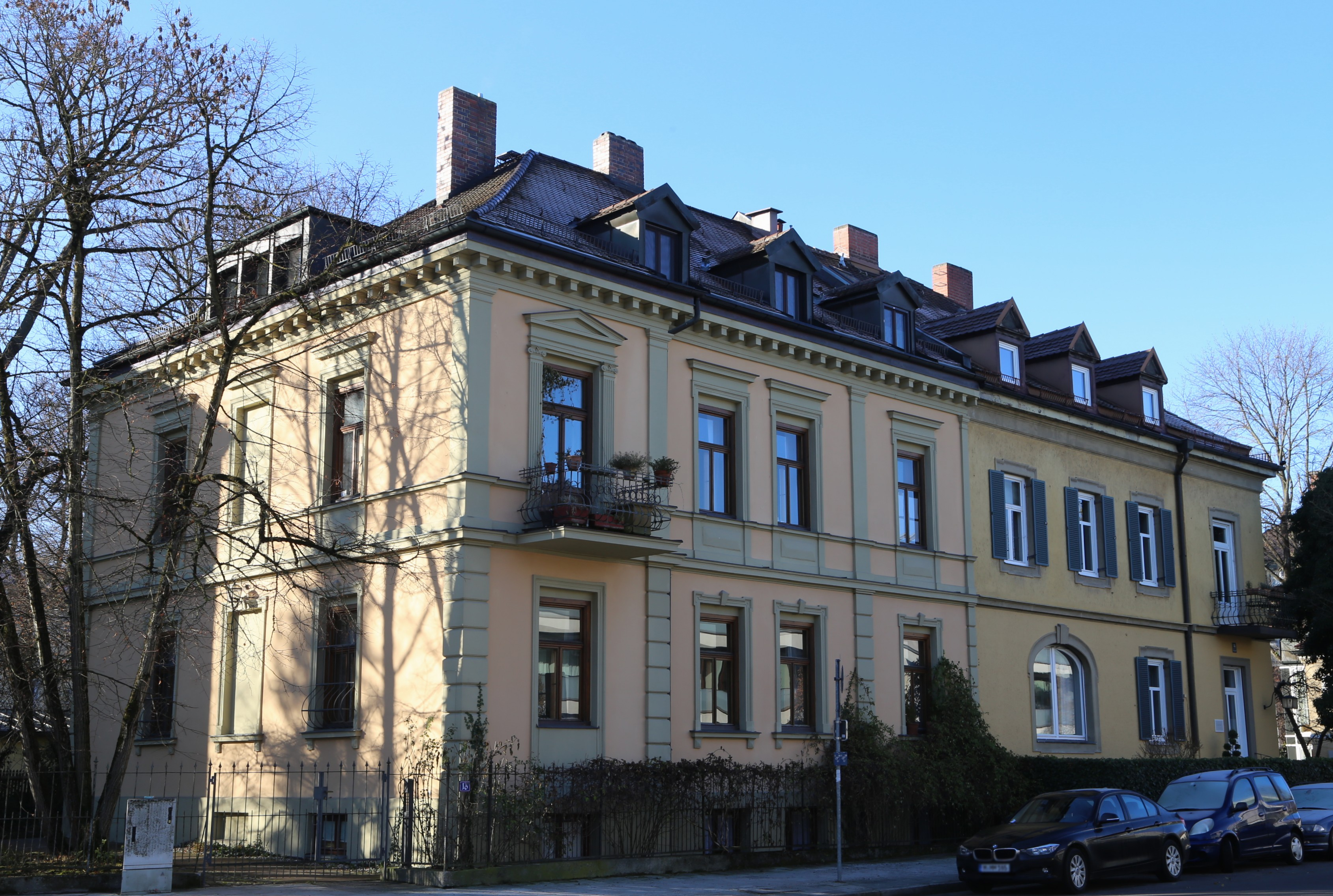
Villenartiges Doppelhaus im Neurenaissance-Stil 1886 in der Maria-Josepha-Straße 14–16
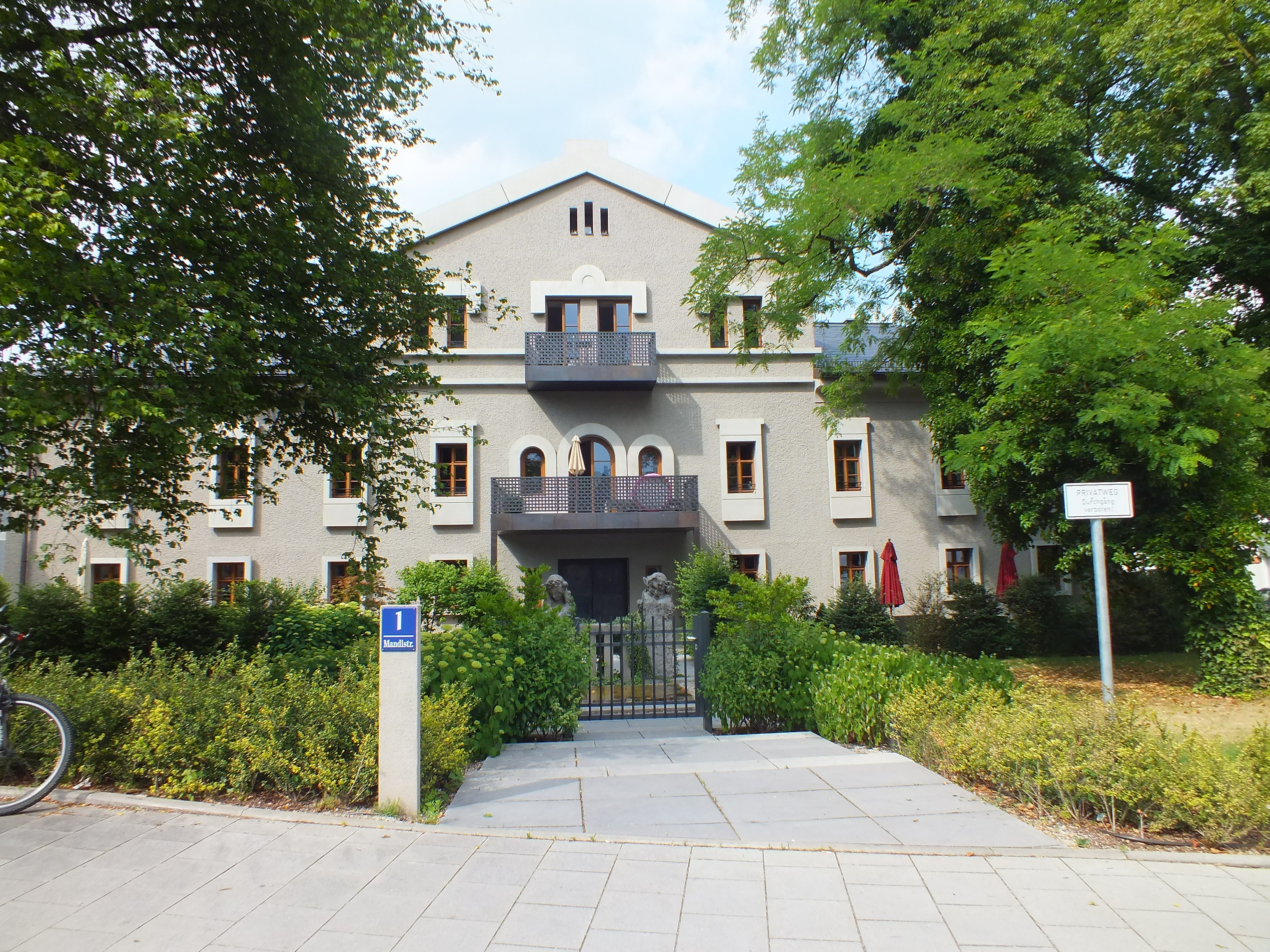
1906/07 durch Friedrich von Thiersch erbaute Walmdachvilla in Jugendstilformen in der Mandlstraße 1, davor befindet sich ein 1907 von Mathias Gasteiger gestalteter Brunnen mit zwei Jugendstil-Hermen